# 拉克斯塔
拉克斯塔（挪威語：Rakkestad）是挪威东福尔郡的一個市镇，行政中心为拉克斯塔村。市镇面积为435平方公里，2004年人口数量为7,232人。
拉克斯塔於1838年1月1日成為一個市鎮。市镇有一个民用机场，即拉克斯塔机场。